# MFM Mirante Fund Management SA
 (février 2019).
 (février 2019).
Pour les articles homonymes, voir MFM et Mirante.
MFM Mirante Fund Management SA, connue sous le nom de MFM et initialement nommée IFP Fund Management,, est une société indépendante de gestion d'actifs fondée par Giuseppe Mirante,,,, en 2003, ayant son siège à Lausanne, en Suisse. MFM possède actuellement[Quand ?] quatre profils de fonds,.

## Histoire
En octobre 2003, la société lance son premier fonds public MFM Global Convertible Bonds (CHF), avec le franc suisse comme monnaie de référence.
En avril 2005, Mirante Fund Management ajoute une deuxième classe en EUR pour le MFM Global Convertible Bonds.
En février 2008, l'entreprise ouvre une succursale dans la ville de Zurich pour y assurer la couverture et le service à la partie germanophone d'Europe.
En juillet 2008, la Commission fédérale des banques octroie à Mirante Fund Management le statut d'"Asset Manager". À la fin de cette même année, à la suite d'une forte correction des marchés, elle lance un fonds principalement basé sur la partie rendement et crédit des obligations convertibles, à savoir le MFM Convertible Bonds Opportunities,.
Six ans plus tard, la société a opté pour une nouvelle banque dépositaire, à savoir PICTET SA ainsi qu'une nouvelle direction de fonds qui est FundPartner Solutions SA.
En 2014, MFM Global Thematic Long/Short est créé et vient s'ajouter à l'ombrelle MFM,,, son gérant étant régulièrement présent sur Bloomberg et CNBC,,,,.
En 2015, tous les fonds de l'ombrelle de droit suisse MFM FUND sont transférés à MFM Funds (Lux), SICAV luxembourgeoise,.

## Lieu
Le siège de la société est à Lausanne avec des bureaux à Zurich.

## Événements marquants
En 2009 et 2013, le fonds MFM Global Convertible Bonds (CHF) a remporté le Lipper Fund Awards dans la catégorie Bond Convertibles Global attribué par Thomson Reuters Lipper,.